# Кіберпанк (настільна рольова гра)
Cyberpunk (укр. Кіберпанк) — настільна рольова гра в жанрі кіберпанк, написана Майком Пондсмітом та опублікована компанією R.Talsorian Games у 1988 році. Частіше за все асоціюється з Cyberpunk 2020 та Cyberpunk Red.

## Cyberpunk(1-е видання)
Cyberpunk був розроблений Майком Пондсмітом, як спроба тиражувати гострий реалізм науково-фантастичних романів в жанрі кіберпанк Вільяма Гібсона та Уолтера Джона Вільямса . Зокрема, натхненням був роман Вільямса Hardwired, і Вільямс допоміг провести перевірку гри. Гра була опублікована в 1988 році компанією R.Talsorian Games. Компоненти гри коробкового набору складаються з 44 сторінок Довідника, 38 сторінок першоджерел, 20 сторінок бойової книги, 4 сторінки ігрових допоміжних засобів і два десятигранні кубика.
Згодом у 1989 році було опубліковано низку доповнень до правил:
- Рокербой (книга-джерело для класу персонажа Рокербой)
- Фортуна Соло (книга-джерело для класу персонажа Соло)
- Прошивка роману Уолтера Джона Вільямса
- Ближня орбіта: космічне доповнення з правилами космічних подорожей

### Сетинґ
Події гри відбуваються у дистопічному світі в 2013 році. Глобальні наддержави розпалися, залишивши світову владу в руках великих корпорацій, які борються між собою за домінування. Зменшення кількості харчів викликало катастрофічний голод, а Близький Схід перетворився радіоактивну пустелю. «Кіберпсихоз» — це поширений психоз, оскільки багато людей не в змозі впоратися із синтетичною м'язовою тканиною, органічними схемами та дизайнерськими препаратами. Через відсутність уряду та поліції випадкове насильство є ендемічним.

### Ігровий процес
Гравці беруть на себе ролі стильних кіберпанків, які живуть за трьома правилами:
1. Стиль важливіший за сутність.
2. Ставлення — це все.
3. Живи на межі[2].

Першим кроком у створенні персонажа є вибір ролі:
| Роль       | Опис | Особливі здібності     |
| ---------- | --- | ---------------------- |
| Коп        | Справжній представник закону на середніх вулицях 21 століття                                                   | Авторитет              |
| Корпорат   | Спритні бізнес-рейдери та мультимільйонери, які шукають будь-яку можливість просування по корпоративних сходах | Ресурси                |
| Посередник | Контрабандисти, організатори та брокери інформації                                                             | Вулична угода          |
| ЗМІ        | Журналісти та репортери, які йдуть на будь-які ризики заради правди                                            | Довіра                 |
| Нетраннер  | Кібернетичні комп'ютерні хакери                                                                                | Інтерфейс              |
| Кочівник   | Дорожні воїни та цигани, які мандрують автострадами                                                            | Сім'я                  |
| Рокербой   | Повсталі рокери, які використовують музику і бунт, щоб боротися з владою                                       | Харизматичне лідерство |
| Соло       | Наймані вбивці, охоронці, вбивці та солдати з імплантованими кібернетичними м'язами та покращеннями            | Бойове почуття         |
| Технік     | Повсталі механіки .                                                                                            | Тимчасове оснащення    |
| Медик      | Вуличні лікарі                                                                                                 | Лікування              |

Для придбання атрибутів гравці використовують систему «розподілення балів», а потім заповнюють розділ Життєвий шлях для визначення навичок та особистої історії, включно з минулим коханням та мотивацією сьогодення. Кожен персонаж починає з певною сумою грошей і може використовувати її для придбання кібернетичних імплантатів для покращення своїх здібностей.
Битва використовує систему 3-фазного рішення впродовж одного ходу і, як правило, швидку і летальну. Існують також правила кібернетичного злому, які називаються Нетраннінг. Коли персонажі «підключаються», вони можуть інтерпретувати Мережу декількома різними способами, у тому числі як класичний лабіринт Підземель та Драконів, або, можливо, як галактику, наповнену зірками.

## Cyberpunk 2020
У 1990 році R. Talsorian Games випустив друге видання гри під назвою Cyberpunk 2020, в якому були оновлені правила ведення бою, Нетраннінг та генерування персонажів. Хронологія гри також була перероблена через об'єднання Німеччини у 1990 році. Вона була випущена у вигляді коробкового набору, який містив книгу з м'якою обкладинкою на 222 сторінки, а також довідник та пригоди на 24 сторінки.
R. Talsorian Games випустив дві виправлені версії: Cyberpunk 2020, версія 2.00 (1992) та Cyberpunk 2020, версія 2.01 (1993).
Всього 28 книжок-джерел та доповнення до правил та 6 пригод також були опубліковані R.Talsorian Games між 1993 та 1996 роками. Крім того, Atlas Games опублікував дванадцять пригод за ліцензією між 1991 та 1993 роками.
Шість романів, створених у світі Кіберпанк 2020, також були опубліковані між 1993 і 1994 роками.
Dream Pod 9 випустив Night's Edge у 1992 році, що переводить сетинг Cyberpunk 2020 в тему жахів, включаючи вампірів та перевертнів. Dream Pod 9 опублікував 10 інших доповнень та пригод у цьому сетингу між 1992 та 1995 роками.

### Сетинг
Cyberpunk 2020 відбувається у тому ж світі, що і оригінальне видання, але час подій було переміщено на сім років, з 2013 у 2020 рік. Хоча арбітр може проводити гру в будь-якій точці світу, за замовчуванням — це вигадане Найт-сіті, з населенням у п'ять мільйонів осіб на західному узбережжі США, розташоване між Лос-Анджелесом та Сан-Франциско .

### Ігрова механіка
Основна система правил Cyberpunk 2020 називається Interlock System і працює аналогічно правилам першого видання, працюючи на основі навичок, а не на рівнях ; Задля вдалої гри гравцям присуджуються бали, які витрачаються на вдосконалення наборів навичок своїх персонажів.
Бойова система називається «Перестрілка в ніч на п'ятницю». 3-фазові правила бою першої редакції були відкинуті на користь спрощеної системи. Однак, як і правила бою першого видання, «Перестрілка в п'ятницю» все ще підтримує летальність. На відміну від інших рольових систем, де персонажі набирають більшу кількість очок здоров'я під час розвитку, що дозволяє їм переживати більшу кількість бойових ушкоджень, кількість ушкоджень, які може витримати персонаж у Cyberpunk 2020, не збільшується в міру розвитку персонажа.

## Cybergeneration
Cybergeneration була опублікована в 1993 році як альтернативний світ Cyberpunk 2020, де епідемія нанотехнологічного вірусу призвела до появи підгрупи підлітків з незвичайними, надлюдськими здібностями. Перша версія Cybergeneration вимагала книги правил Cyberpunk 2020, але друга версія стала самостійною грою.

## Cyberpunk 203х
У 2005 році R. Talsorian Games опублікувала третє видання під назвою Cyberpunk v3.0, події якої відбуваються у 2030-х, після четвертої корпоративної війни. Правила розширюються, включаючи «АльтКульти», суспільство кіборгів, які можуть переналаштувати свій мозок для різноманітні цілей тіла. Персонажі тепер відомі як «Еджраннери».
З 2007—2008 рр. Були видані дві книжки-джерела, які супроводжували це видання.

## Cyberpunk Red
У 2019 році R. Talsorian Games випустила стартовий набір до нового видання під назвою Cyberpunk Red, який виконує роль приквела до відеогри Cyberpunk 2077.

## Інші ЗМІ

### Колекційні карткові ігри
Дві різні, незалежні колекційні карткові ігри отримали ліцензію та виготовлені на основі сетингу Cyberpunk. Перша під назвою Нетраннер був розроблений Річардом Гарфілдом, а випущена компанією Wizards of the Coast у 1996 році (гра відтоді була перевидана як Android: Netrunner, але більше не асоціюється з вигаданим всесвітом Кіберпанк). Друга отримала назву Cyberpunk CCG, випущена у 2003 році, розроблена Пітером Уексом та опублікована Social Games.

### Відео ігри
- У 2007 році компанія Mayhem Studio випустила 2D платформер Cyberpunk: Arasaka's Plot для платформи J2ME[4].
- Компанія CD Projekt Red, розробники серії The Witcher, розробляє нелінійну RPG Cyberpunk 2077, випуск якої відбувся 10 грудня 2020 року.

## Сприйняття
У вересневому виданні 1989 Dragon (випуск 149) Джим Бамбра оцінив виробничі цінності оригінального видання, але знайшов багато друкарських помилок у різних книгах, а також відсутніх таблиць зустрічей. Бамбра висловив думку, що сетинг «виконує чудову роботу з передачі аромату та атмосфери тривожно правдоподібного та реалістичного майбутнього. Розвиток та презентація Мережі приголомшливі і можуть бути використані як основа для незліченної кількості пригод. Жодна інша гра не встигла зобразити комп'ютерний злом таким яскравим і захоплюючим способом». Він зробив висновок, що це не для всіх: «Геймерам, вихованим на героїчно-фантастичних чи блискучих науково-фантастичних іграх, може не сподобатися гострий реалізм гри Cyberpunk… Щоб вирішити, чи це гра для вас, прочитайте кілька романів у стилі кіберпанк. Якщо вони вам сподобаються, не гайте часу — скоріше купуйте гру Cyberpunk. Ласкаво просимо до життя на межі».
У вересневому виданні 1992 року Dragon (випуск 185) Аллен Варні визнав Cyberpunk 2020 настільки ж стильним, як і його попередник першого видання, але він знайшов навіть більше помилок у цьому виданні, ніж у першому. Варні сподобалася нова добре налагоджена бойова система, але розкритикував подвійність сучасного бою, де «Неозброєні персонажі стають басейнами крові за 10 секунд бою, але ті, що знаходяться в бронетанковій броні, можуть ігнорувати стрільбу з автомата». Варні також вважав, що система Нетранінгу значно покращилася, називаючи систему правил «вишуканою та оригінальною». Варні подумав, що найбільшим недоліком другого видання є відсутність посилання, але він також розкритикував дихотомію системи, де «ви можете прорватися до Євробанку і присвоїти п'ять мільйонів доларів, але краще сплачуйте рахунки за телефон вчасно або у вас будуть великі неприємності». Він звинуватив гру в тому, що вона «перебуває в курйозному становищі, що підтримує заколот, але лише в соціально прийнятних межах». Тим не менше, Варні дійшов висновку, що «друге видання гри Cyberpunk перевершує перше видання кожною деталлю. Завдяки своїй плавній дії, „чистій“ атмосфері кіберпанку, легкодоступній обстановці та середньо-низькій складності ця гра очолює мій список найкращих шляхів пригод в темному світі близького-майбутнього».
В опитуванні читачів 1996 року, проведеного журналом Arcane, щоб визначити 50 найпопулярніших рольових ігор усіх часів, Cyberpunk посів 10 місце. Редактор Пол Петтенґейл прокоментував: «Cyberpunk був першим із „правильних“ кіберпанк рольових ігор, і досі є найкращим. Різниця між кіберпанками та іншими видами наукової фантастики — це питання стилю та ставлення. Все у грі Cyberpunk, від фону до системи правил, покликане створити цю життєву атмосферу. Події Cyberpunk відбуваються у невблаганному світі, де зрада і обман є звичною справою, довіру важко знайти, а параноя — корисна риса для виживання».

## Відгуки
- Challenge № 37 (1989)
- White wolf № 14 (лютий, 1989)
- White wolf № 24 (груд. / січ., 1990)